# Чемпионат Европы по регби
Чемпионат Европы по регби (англ. Rugby Europe International Championships), до 2016 года Кубок европейских наций по регби (англ. European Nations Cup) — соревнования для европейских регбийных сборных второго и третьего ярусов. Турнир разделён на 7 дивизионов, в каждом из которых играет в среднем 5-6 команд. Один розыгрыш чемпионата происходит в течение двух календарных лет, турнир проводится по двухкруговой схеме (каждая команда играет со всеми соперниками дома и в гостях).
В 2000 году состав участников турнира покинули итальянцы, перешедшие в сильнейший европейский чемпионат — Кубок пяти наций, который в связи с присоединением к турниру Италии был переименован в Кубок шести наций. С тех пор обмен командами между Кубком шести наций и чемпионатом Европы по регби не проводился.

## История
После введения системы дивизионов в международных европейских соревнованиях первым чемпионом стала Румыния. В первом сезоне турнира участвовала африканская сборная Марокко, имеющая давние связи с европейской регбийной традицией. В сезоне 2001 года чемпионом стала Грузия, а марокканцев заменили россияне. Грузины обыграли главных соперников — румын — в гостевом матче со счётом 31:20.
Затем кубок стал разыгрываться в течение двух лет, и поэтому по окончании сезона—2001 занявшие последнее место нидерландцы не покинули высшую лигу. Несмотря на изменение формата, Грузия сохранила титул 2001 года, при этом игры 2002 года все сборные начали с теми же результатами, которыми они обладали по итогам предыдущих 12 месяцев. Так, румыны, пытавшиеся компенсировать заработанное в 2001 году преимущество грузин, выиграли все оставшиеся пять игр розыгрыша, в том числе матч в Тбилиси (31:23). Второе место взяли представители Грузии, а третьей командой стала Россия. Итак, лучшей командой 2001 года стала Грузия, а сильнейшими регбистами 2001 и 2002 годов вместе взятых стали румыны.
В сезоне 2003/04 неожиданно успешно выступила Португалия, обыгравшая дома действующих чемпионов (16:15) и возглавившая на некоторое время турнирную таблицу. Во второй половине чемпионата Румыния восстановила привычный порядок, и обыграла обидчиков со счётом 36:6. Затем, впрочем, румынские игроки уступили в краснодарском матче с Россией (24:33). Несмотря на поражение от румын, чемпионами стали португальцы, выигравшие в последнем туре на последней минуте у России (19:18).
Сезон 2005/06 также послужил квалификационным раундом к чемпионату мира 2007 года. Лучшей сборной стала Румыния, а Грузия, набравшая столько же очков, уступила по вторичным показателям. Высшую лигу покинули украинцы, проигравшие во всех матчах розыгрыша.
В очередном сезоне в число сильнейших команд вернулась Испания. Победа осталась за Грузией, которая продолжила демонстрировать сильную игру, показанную ещё на прошедшем чемпионате мира. Постепенно прогрессировала российская сборная, впервые занявшая второе место. Результат Украины прошлого сезона на этот раз показали чехи.
В начале 2009 года формат проведения турнира снова изменился. Теперь чемпионский титул вручался по итогам каждого года, но команда, которая должна покинуть дивизион, определялась на основании двухлетнего периода. Сезон 2009/10 также должен был выявить участников предстоящего мирового первенства. В 2009 году в высшем дивизионе дебютировала Германия. Грузины защитили титул, а команда Румынии провела не лучший сезон, уступив дома как Португалии, так и России.
Ситуация складывалась таким образом, что румыны могли впервые в истории пропустить розыгрыш чемпионата мира, который должен был пройти в Новой Зеландии. В 2010 году команда преодолела негативные тенденции, и стала обладателем кубка. Тем не менее, такого результата было недостаточно для получения прямой путёвки на чемпионат. Автоматически квалифицировались Грузия и Россия, показавшие неплохие результаты ещё в прошлом году. Румыны же продолжили борьбу за право сыграть в Новой Зеландии в дополнительном раунде плей-офф и все-таки смогли пройти отбор. Германия, не выигравшая ни одной встречи, выбыла из высшей лиги.
К сезону (сезонам) 2011/12 регламент турнира был обновлён. Дивизионы 1 и 2A были переименованы в 1A и 1B соответственно. В каждой из лиг теперь находилось по шесть сборных (ранее во втором дивизионе играли пять команд). Следующие четыре группы (в прошлом — 2B, 3A, 3B, 3C) были названы 2A, 2B, 2C, 2D. Те же команды, которые играли в группе 3D, стали составлять дивизион 3. Сезон 2011 года стал победным для Грузии. Ключевой матч года прошёл в Тбилиси, и хозяева обыграли Румынию со счётом 18:11. Вернувшаяся в число сильнейших Украина снова пала жертвой большой разницы в классе команд и, проиграв во всех матчах, вернулась на уровень ниже. С 2011 года Грузия, за исключением розыгрыша чемпионата Европы 2016/2017, не отдавала пальму первенства никому.

## Современный формат
С сезона 2016/2017 применяется обновлённый регламент турнира. Высший дивизион 1A теперь называется собственно Чемпионатом (англ. Championship): в нём играют шесть сборных, составленных преимущественно из профессионалов. За один двухгодовой сезон сборная играет по 10 матчей. Победитель Чемпионата и становится чемпионом Европы. В этой группе также проходит розыгрыш основных путёвок на Кубок мира от Европы: ещё одна разыгрывается в многосоступенчатом раунде европейской квалификации, в котором соревнуются победители соответствующих дивизионов. Учитывая характер взаимодействий игрока с клубом и со сборной, организаторы планируют календарь сезона таким образом, чтобы игрок мог выступать за национальную команду во время перерывов в клубных чемпионатах.
Дивизион 1B называется теперь Трофи (англ. Trophy). Его победитель борется в раунде плей-офф за право выхода в Чемпионат против команды, занявшей последнее место в Чемпионате: победитель продолжит играть в Чемпионате, проигравший уходит в Трофи. Ниже дивизиона Трофи находятся Конференция 1 (англ. Conference 1) и Конференция 2 (англ. Conference 2), каждая из которых разделена на зоны «Север» и зоны «Юг» (в соответствии с географической привязкой участников) — обмен участниками во всех этих дивизионах происходит аналогично обмену между Чемпионатом и Трофи. Самым нижним является дивизион Развития (англ. Development), победитель которого борется за выход в одну из зон Конференции 2. Начиная с дивизиона Трофи, там соревнуются почти всегда любители (за редким исключением), что сокращает издержки федераций на транспорт, а также придаёт организаторам большую свободу в составлении расписания игр.
Чемпионаты Европы 2021 и 2022 годов являются отборочными к Кубку мира 2023 года. Команды, расположившиеся на первых двух строчках, выходят на турнир во Франции напрямую. Сборная, занявшая третью строчку, будет продолжать борьбу за путёвку на Кубок мира через Репешаж.

## Участники

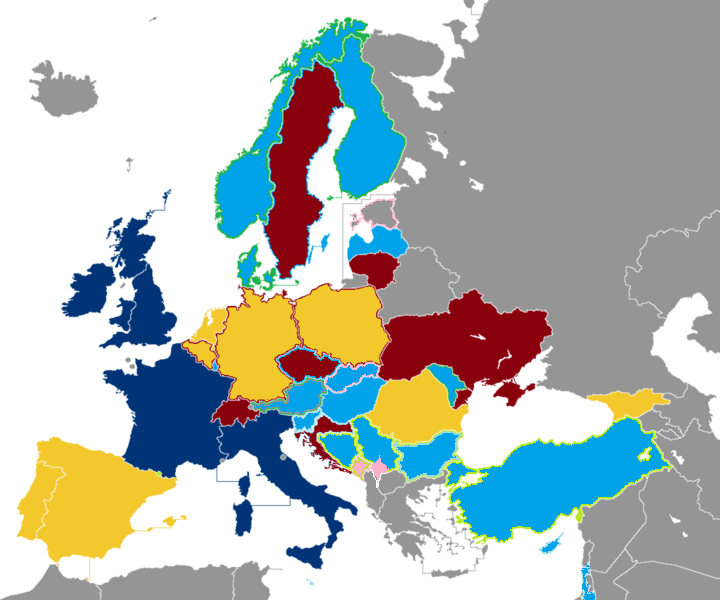
Чемпионат Европы по регби 2023/2024

|  | Кубок шести наций |
|  | Чемпионат         |
|  | Трофей            |
|  | Конференция       |
|  | Турнир развития   |
|  | Не участвуют      |

Сезон 2022/2023.
| Чемпионат  |
| ---------- |
| Бельгия    |
| Грузия     |
| Германия   |
| Испания    |
| Нидерланды |
| Польша     |
| Португалия |
| Румыния    |

| Трофей    |
| --------- |
| Литва     |
| Украина   |
| Хорватия  |
| Швейцария |
| Швеция    |
| Чехия     |

| Конференция Группа A |
| -------------------- |
| Андорра              |
| Дания                |
| Латвия               |
| Норвегия             |
| Финляндия            |

| Конференция Группа B |
| -------------------- |
| Австрия              |
| Босния и Герцеговина |
| Венгрия              |
| Люксембург           |
| Словения             |

| Конференция Группа C |
| -------------------- |
| Болгария             |
| Молдова              |
| Сербия               |
| Турция               |

| Конференция 2 Группа D |
| ---------------------- |
| Израиль                |
| Республика Кипр        |
| Мальта                 |

| Турнир Развития   |
| ----------------- |
| Республика Косово |
| Черногория        |

## Результаты

### Турниры-предшественники

#### Довоенный период
| Сезон | Место проведения | Победитель | Второе место | Третье место |
| ----- | ---------------- | ---------- | ------------ | ------------ |
| 1935  | Рим              | Франция    | Италия       |              |
| 1936  | Берлин           | Франция    | Германия     | Италия       |
| 1937  | Париж            | Франция    | Италия       | Германия     |
| 1938  | Бухарест         | Франция    | Германия     | Румыния      |

#### Европейский кубок
| Сезон | Победитель | Второе место | Третье место |
| ----- | ---------- | ------------ | ------------ |
| 1952  | Франция    | Италия       | ФРГ          |
| 1954  | Франция    | Италия       | Испания      |

#### Кубок наций
| Сезон   | Победитель | Второе место | Третье место |
| ------- | ---------- | ------------ | ------------ |
| 1965/66 | Франция    | Италия       | Румыния      |
| 1966/67 | Франция    | Румыния      | Италия       |
| 1967/68 | Франция    | Румыния      | Чехословакия |
| 1968/69 | Румыния    | Франция      | Чехословакия |
| 1969/70 | Франция    | Румыния      | Италия       |
| 1970/71 | Франция    | Румыния      | Марокко      |
| 1971/72 | Франция    | Румыния      | Марокко      |
| 1972/73 | Франция    | Румыния      | Испания      |

#### Трофей FIRA
| Сезон   | Победитель | Второе место | Третье место |
| ------- | ---------- | ------------ | ------------ |
| 1973/74 | Франция    | Румыния      | Испания      |
| 1974/75 | Румыния    | Франция      | Италия       |
| 1975/76 | Франция    | Италия       | Румыния      |
| 1976/77 | Румыния    | Франция      | Италия       |
| 1977/78 | Франция    | Румыния      | Испания      |
| 1978/79 | Франция    | Румыния      | СССР         |
| 1979/80 | Франция    | Румыния      | Италия       |
| 1980/81 | Румыния    | Франция      | СССР         |
| 1981/82 | Франция    | Италия       | Румыния      |
| 1982/83 | Румыния    | Италия       | СССР         |
| 1983/84 | Франция    | Румыния      | Италия       |
| 1984/85 | Франция    | СССР         | Италия       |
| 1985/87 | Франция    | СССР         | Румыния      |
| 1987/89 | Франция    | СССР         | Румыния      |
| 1989/90 | Франция    | СССР         | Румыния      |
| 1990/92 | Франция    | Италия       | Румыния      |
| 1992/94 | Франция    | Италия       | Румыния      |
| 1995/97 | Италия     | Франция      | Румыния      |

### Кубок европейских наций
| Сезон   |            | Высший дивизион | Высший дивизион | Высший дивизион  | Высший дивизион |                      | Победители других дивизионов | Победители других дивизионов |
| Сезон   | Победитель | Второе место    | Третье место    | Выбывшая команда | Дивизион 2      | Дивизион 3           |                              |                              |
| 2000    | Румыния    | Грузия          | Марокко         | —                | Россия          | Чехия                |                              |                              |
| 2001    | Грузия     | Румыния         | Россия          | —                | Польша          | не проводился        |                              |                              |
| 2001/02 | Румыния    | Грузия          | Россия          | Нидерланды       | Чехия           | Словения             |                              |                              |
| 2003/04 | Португалия | Румыния         | Грузия          | Испания          | Украина         | Молдова              |                              |                              |
| 2004-06 | Румыния    | Грузия          | Португалия      | Украина          | Испания         | Латвия               |                              |                              |
| 2006-08 | Грузия     | Россия          | Румыния         | Чехия            | Германия        | Швеция               |                              |                              |
| 2008-10 | Грузия     | Россия          | Португалия      | Германия         | Украина         | Литва                |                              |                              |
| 2010    | Румыния    | Грузия          | Россия          | Германия         | Украина         | Литва                |                              |                              |
| 2011    | Грузия     | Румыния         | Португалия      | Украина          | Швеция          | Босния и Герцеговина |                              |                              |
| 2012    | Грузия     | Испания         | Румыния         | Украина          | Швеция          | Босния и Герцеговина |                              |                              |
| 2013    | Грузия     | Румыния         | Россия          | Бельгия          | Нидерланды      | Турция               |                              |                              |
| 2014    | Грузия     | Румыния         | Россия          | Бельгия          | Нидерланды      | Турция               |                              |                              |
| 2015    | Грузия     | Румыния         | Испания         | Португалия       | Бельгия         | Эстония              |                              |                              |
| 2016    | Грузия     | Румыния         | Россия          | Португалия       | Бельгия         | Эстония              |                              |                              |

### Чемпионат Европы

#### Первый формат
| Год     | Чемпионат Европы | Чемпионат Европы  | Чемпионат Европы | Чемпионат Европы | Трофей Европы | Трофей Европы     | Трофей Европы    | Трофей Европы | Конференция 1 | Конференция 1 | Конференция 1 | Конференция 1        | Конференция 2 | Конференция 2        | Конференция 2 | Турнир развития |
| Год     | Чемпион          | Серебряный призёр | Бронзовый призёр | Выбыл            | Чемпион       | Серебряный призёр | Бронзовый призёр | Выбыл         | Чемпионы      | Чемпионы      | Выбыл         | Выбыл                | Чемпионы      | Чемпионы             | Выбыл         | Чемпион         |
| ------- | ---------------- | ----------------- | ---------------- | ---------------- | ------------- | ----------------- | ---------------- | ------------- | ------------- | ------------- | ------------- | -------------------- | ------------- | -------------------- | ------------- | --------------- |
| 2016/17 | Румыния          | Грузия            | Испания          | —                | Португалия    | Нидерланды        | Швейцария        | Украина       | Чехия         | Мальта        | Люксембург    | Республика Кипр      | Венгрия       | Босния и Герцеговина | Турция        | Словакия        |
| 2017/18 | Грузия           | Россия            | Германия         | —                | Португалия    | Нидерланды        | Чехия            | Молдова       | Литва         | Мальта        | Латвия        | Андорра              | Люксембург    | Республика Кипр      | Эстония       | Болгария        |
| 2018/19 | Грузия           | Испания           | Румыния          | Германия         | Португалия    | Нидерланды        | Швейцария        | Чехия         | Украина       | Мальта        | Молдова       | Босния и Герцеговина | Латвия        | Словения             | Словакия      | Турция          |
| 2019/20 | Грузия           | Испания           | Румыния          | Бельгия          | Нидерланды    | Швейцария         | Украина          | —             | —             | —             | —             | —                    | —             | —                    | —             | —               |
| 2020/21 | Грузия           | Румыния           | Португалия       | —                | Не проводился | Не проводился     | Не проводился    | Не проводился | Не проводился | Не проводился | Не проводился | Не проводился        | Не проводился | Не проводился        | Не проводился | Не проводился   |
| 2021/22 | Грузия           | Румыния           | Испания          | Россия           | Бельгия       | Польша            | Германия         | —             | Швеция        | Хорватия      | —             | —                    | Молдова       | Болгария             | —             | Словакия        |

1. 1 2 3 4 5  Повышение в Трофей Европы
2. 1 2 3 4 5 6 7 8  Повышение в Конференцию 1
3. 1 2 3  Повышение в Конференцию 2
4. 1 2 3 4 5  Повышение в Чемпионат Европы
5. ↑  Дисквалификация

#### Второй формат
| Год     | Чемпионат Европы | Чемпионат Европы  | Чемпионат Европы | Чемпионат Европы | Трофей Европы | Трофей Европы | Конференция 1 | Конференция 1 | Конференция 1 | Конференция 1 | Конференция 2 | Конференция 2 | Конференция 2 | Турнир развития |
| Год     | Чемпион          | Серебряный призёр | Бронзовый призёр | Выбыл            | Чемпион       | Выбыл         | Чемпионы      | Чемпионы      | Выбыл         | Выбыл         | Чемпионы      | Чемпионы      | Выбыл         | Чемпион         |
| ------- | ---------------- | ----------------- | ---------------- | ---------------- | ------------- | ------------- | ------------- | ------------- | ------------- | ------------- | ------------- | ------------- | ------------- | --------------- |
| 2022/23 | Грузия           | Португалия        | Румыния          | —                | Швейцария     | —             | Чехия         | Израиль       | —             | —             | Финляндия     | Сербия        | Черногория    | Австрия         |

1. ↑  Повышение в Трофей Европы
2. ↑  Отказ от участия
3. ↑  Повышение в Конференцию

#### Третий формат
| Year    | Чемпионат Европы | Чемпионат Европы  | Чемпионат Европы | Чемпионат Европы | Трофей Европы | Трофей Европы | Конференция | Конференция | Конференция | Конференция | Конференция | Турнир развития | Турнир развития   |
| Year    | Чемпион          | Серебряный призёр | Бронзовый призёр | Выбыл            | Чемпион       | Выбыл         | Чемпионы    | Чемпионы    | Чемпионы    | Чемпионы    | Выбыл       | Чемпион         | Серебряный призёр |
| ------- | ---------------- | ----------------- | ---------------- | ---------------- | ------------- | ------------- | ----------- | ----------- | ----------- | ----------- | ----------- | --------------- | ----------------- |
| 2023/24 | Грузия           | Португалия        | Испания          | Польша           | Швейцария}    | Украина       | Латвия      | Люксембург  | Молдова     | Мальта      | ——          | Черногория      | Республика Косово |

1. ↑  Повышение в Чемпионат Европы
2. ↑  Повышение в Трофей Европы
3. 1 2  Повышение в Конференцию

#### Четвёртый формат
| Year    | Чемпионат Европы | Чемпионат Европы  | Чемпионат Европы | Чемпионат Европы | Трофей Европы | Трофей Европы | Конференция | Конференция | Конференция | Конференция | Конференция |
| Year    | Чемпион          | Серебряный призёр | Бронзовый призёр | Выбыл            | Чемпион       | Выбыл         | Чемпионы    | Чемпионы    | Чемпионы    | Чемпионы    | Чемпионы    |
| ------- | ---------------- | ----------------- | ---------------- | ---------------- | ------------- | ------------- | ----------- | ----------- | ----------- | ----------- | ----------- |
| 2024/25 | Грузия           | Испания           | Румыния          |                  |               |               |             |             |             |             |             |